# María Luisa de Rohan
Marie Louise Geneviève de Rohan (París, 7 de enero de 1720-Ratisbona, 4 de marzo de 1803), también conocida como Madame de Marsan, fue la gobernanta del rey Luis XVI de Francia y sus hermanos.

## Biografía
Marie Louise fue hermana de Charles de Rohan, príncipe de Soubise y mariscal de Francia. Una de sus sobrinas fue Charlotte, princesa de Condé.
Marie Louise era la única hija de Jules, príncipe de Soubise, y de Anne Julie de Melun. Después de que sus padres murieran de viruela en 1742 en París, ella y sus hermanos vivieron en Versalles con su tío, Hercule Mériadec de Rohan, príncipe de Guéméné.
Su hermano mayor, Charles, tenía la misma edad del rey Luis XV de Francia y se convirtió en compañero de Luis.
- Datos: Q2057108
- Multimedia: Marie Louise de Rohan / Q2057108